# Джархандська кухня

Карта розташування індійського штату Джарханд

Джархандська кухня охоплює кухню індійського штату Джарханд. Основними продуктами харчування Джарханду є рис, дал, овочі та картопля. Загальні страви часто складаються з овочів, які готують різними способами, наприклад, карі, смажать, смажать і варять. Традиційні страви Джарханду можуть бути недоступні в ресторанах. Деякі страви можуть бути м’якими з низьким вмістом олії та спецій, хоча пікулі та святкові страви можуть мати такі характеристики.

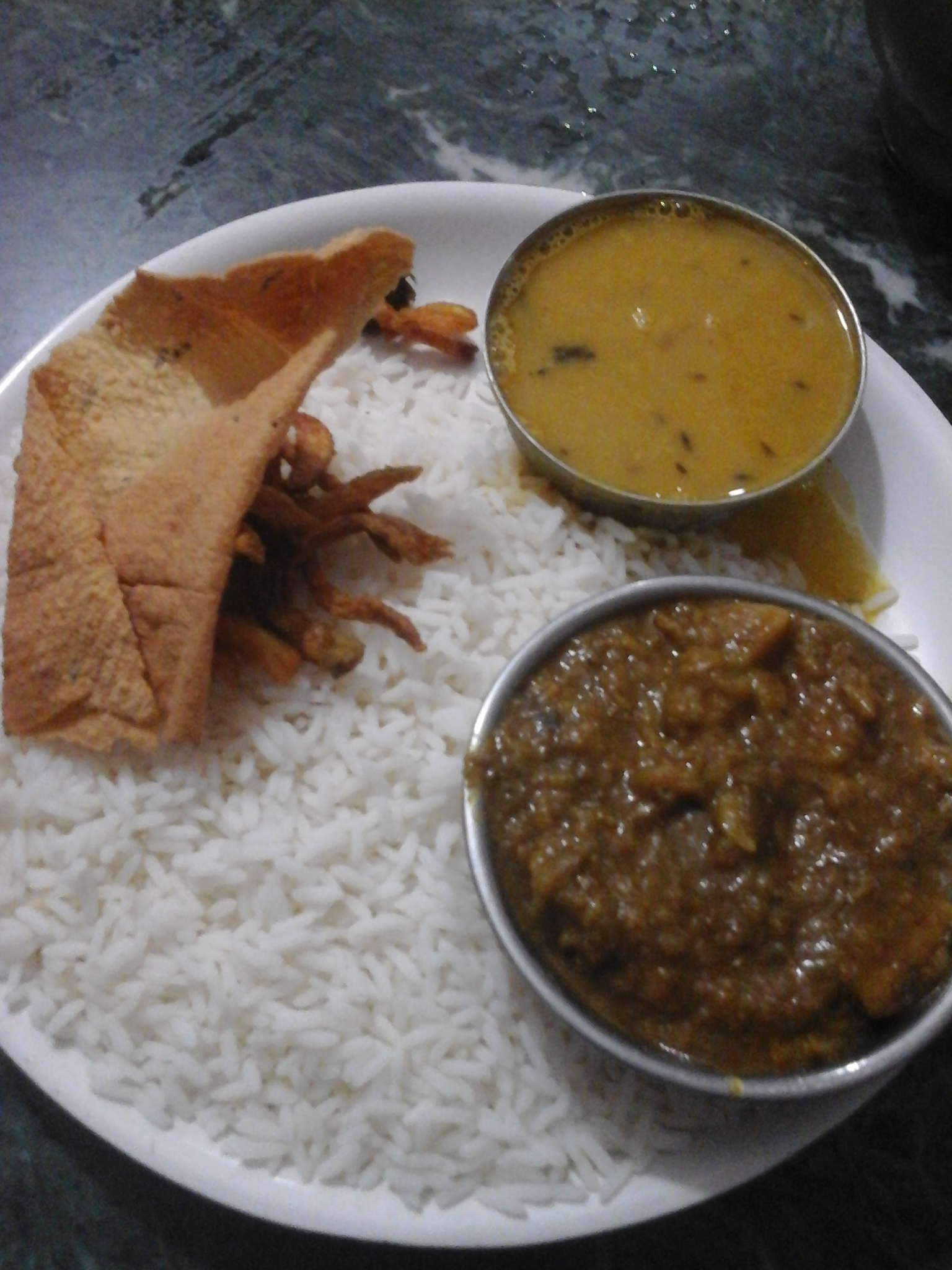
Рисова тарілка Джарханду

## Продукти харчування та страви
- Чилка роті: Це популярне роті в Джарханді, приготовлене з використанням рисового борошна.
- Пітга: Пітга готується з рисового борошна, звареного з твердого борошна. Готується під час фестивалів.
- Малпуа: це страва в Джарханді, яку готують на фестивалі Холі.
- Арса Роті: Це солодка страва, яку готують під час фестивалів. Рисове борошно та цукор або джагеї, що використовуються для приготування.[3]
- Хапра Роті: товсті млинці, приготовані з рису або мадії. Млинці готуються без олії та жиру.
- Дгуска: Звичайною їжею в Джарханді є дгуска, це смажені у фритюрі млинці з рисового борошна, які можна подати з карі із нутового борошна та картоплею[4].
- Аару кі сабзі: зроблено з коренеплодом, знайденим лише в Джарханді [5]
- Мард Жор: Трави, приготовані на рисовому крохмалі
- Чахор Джол:[6] Дикий їстівний листовий овоч, приготований у супі з червоного рису.
- Санай ка бхул ка бгарта - це рецепт сільського Джарханду з квітів санаю (Crotalaria juncea)
- Мундж Ада [7] - це пряний дал, приготований на слабкому полум’ї з додаванням лимона та чилі для аромату.
- Думбу [8] - рисовий десерт
- Літі чохі: біхарська кухня також відома в деяких частинах штату Джарханд.
- Тілкут: Це солодощі, приготовані з "розтертим кунжутним печивом, виготовленим з джагері або розтопленим цукром".
- Тгекуа: це солодощі, приготовані із борошна, що переробляється з цільного шроту, джеггері та топленого масла  останнє з яких є видом освітленого масла. Його готують і вживають під час фестивалю Чхат, який святкує Бога Сонця.
- Сатту: Сатту - це загальна страва, готується із смаженого нутового борошна, яке готується різними способами.
- М'ясний салаан: Популярна м'ясна страва, яка складається з баранини з каррі та нарізаної кубиками картоплі, приправленої гарам-масалою[1].
- Мадува Хассі: копчена шкіра ціла баранина, подана з рисом.
- Гостра курка: це ще одна поширена м’ясна страва[9].
- Рохад Хаку  - це страва зі смаженої риби. Рибу сушать на сонці, а потім обсмажують смаженою на олії. До нього додають лимон і оцет, щоб зробити пікантним.
- Гриб: Rugra [10] або Puttu - це вид їстівних грибів, що ростуть у сезон мусонів, який використовується для овочів.
- Бамбуковий пагін: Бамбукові пагони використовуються як овочі в Джаркханді.
- Чатні з червоних мурашок: це страва з пюре з червоних мурашок та їх яєць.[11]
- солодке панорамування: він популярний паан в Джаркханд його смак дуже солодкий сама людина їсть види сковорода, але більшість їдять солодкі сковороду

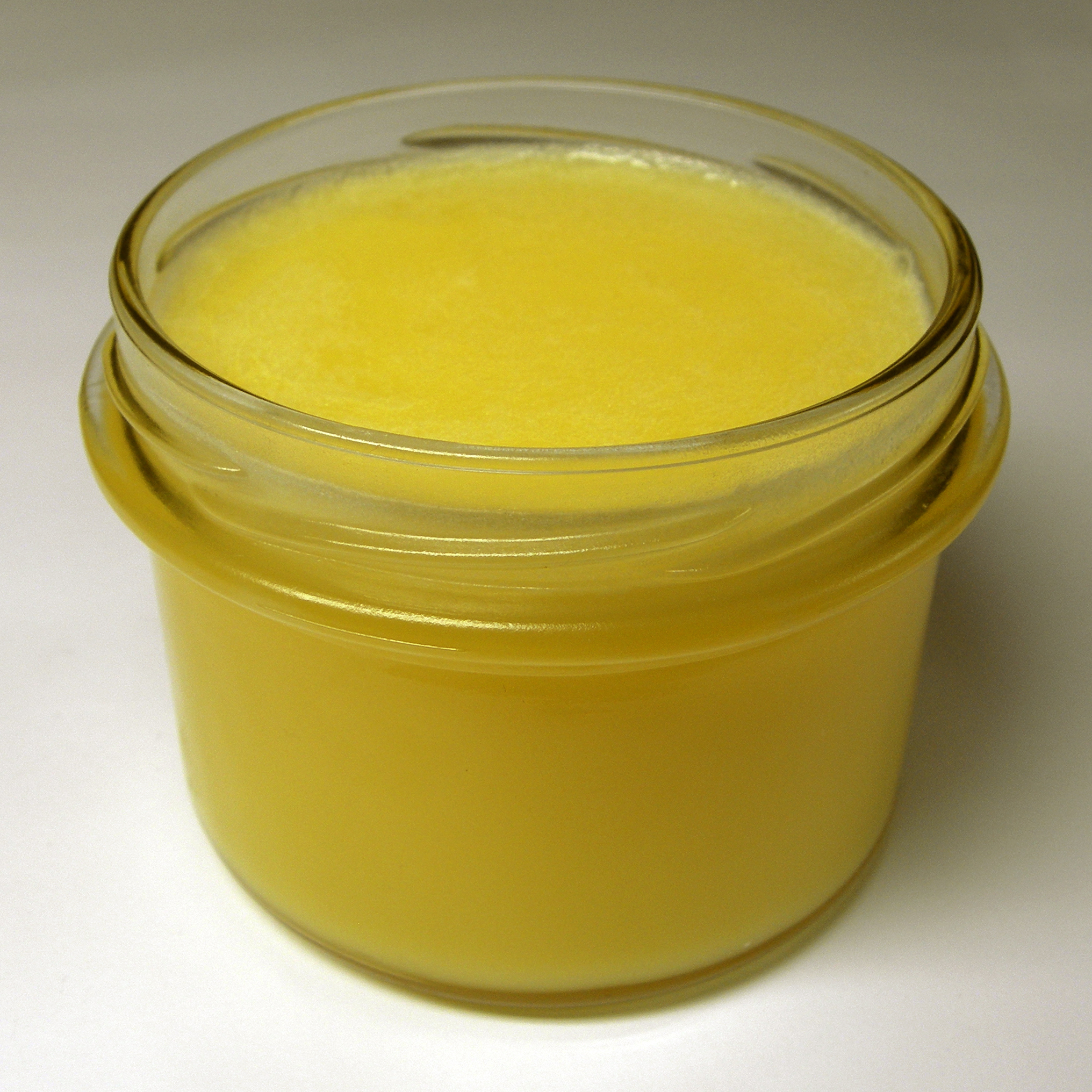
Приклад топленого масла, вид освітленого вершкового масла, що використовується для приготування різних страв
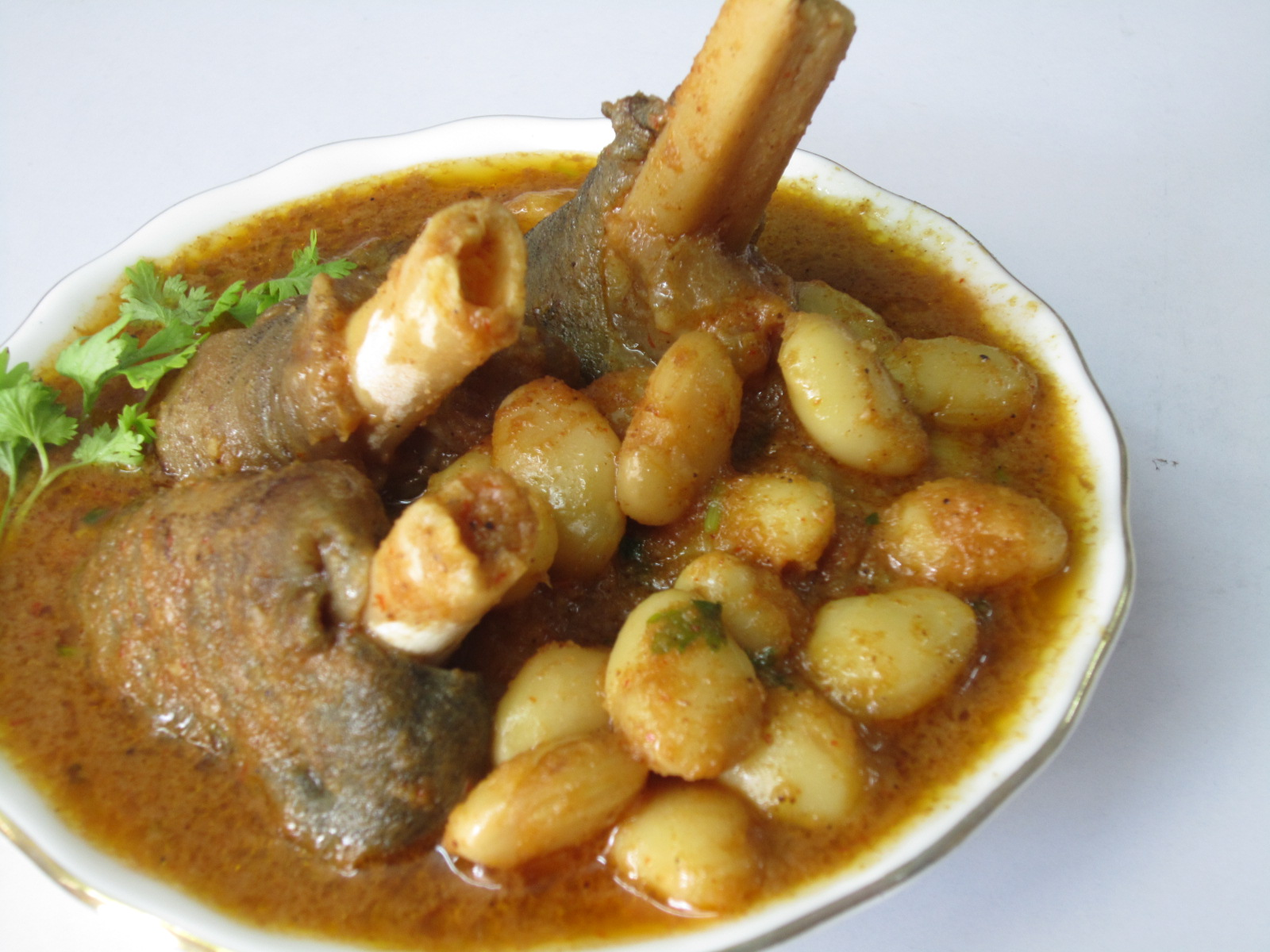
Баранина каррі з картоплею
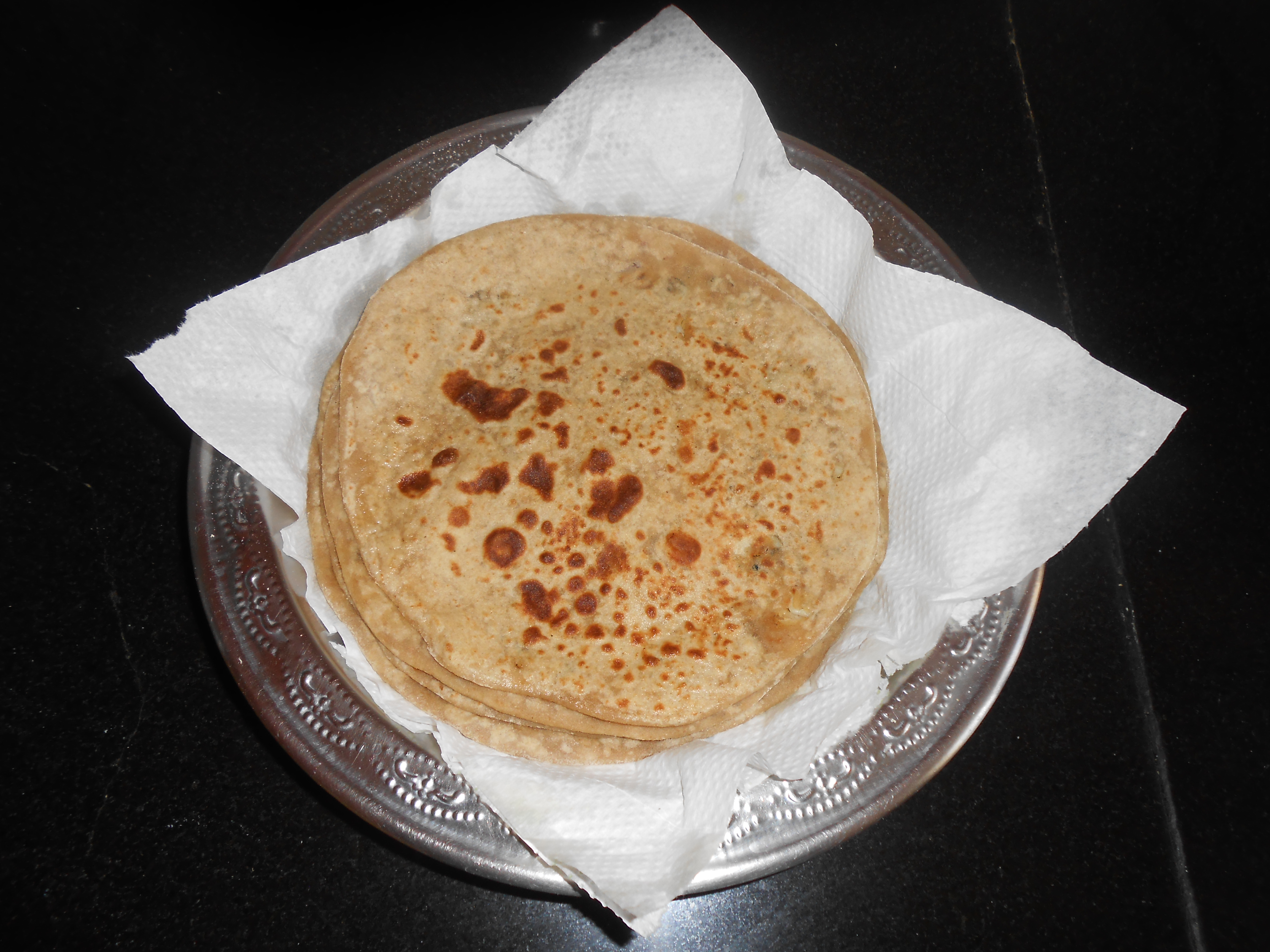
Sattu Paratha готували з використанням sattu і пшеничного борошна
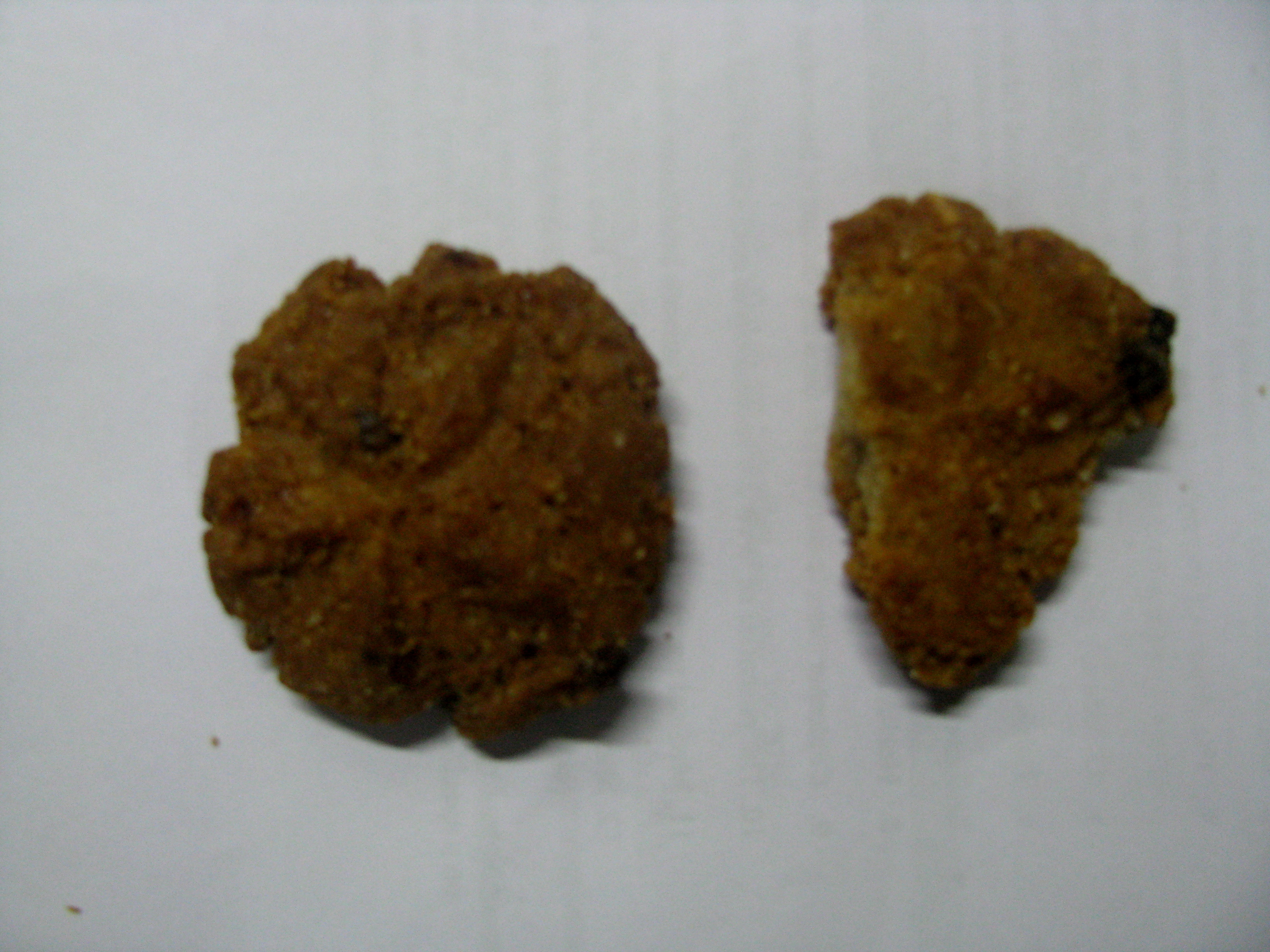
Текуа
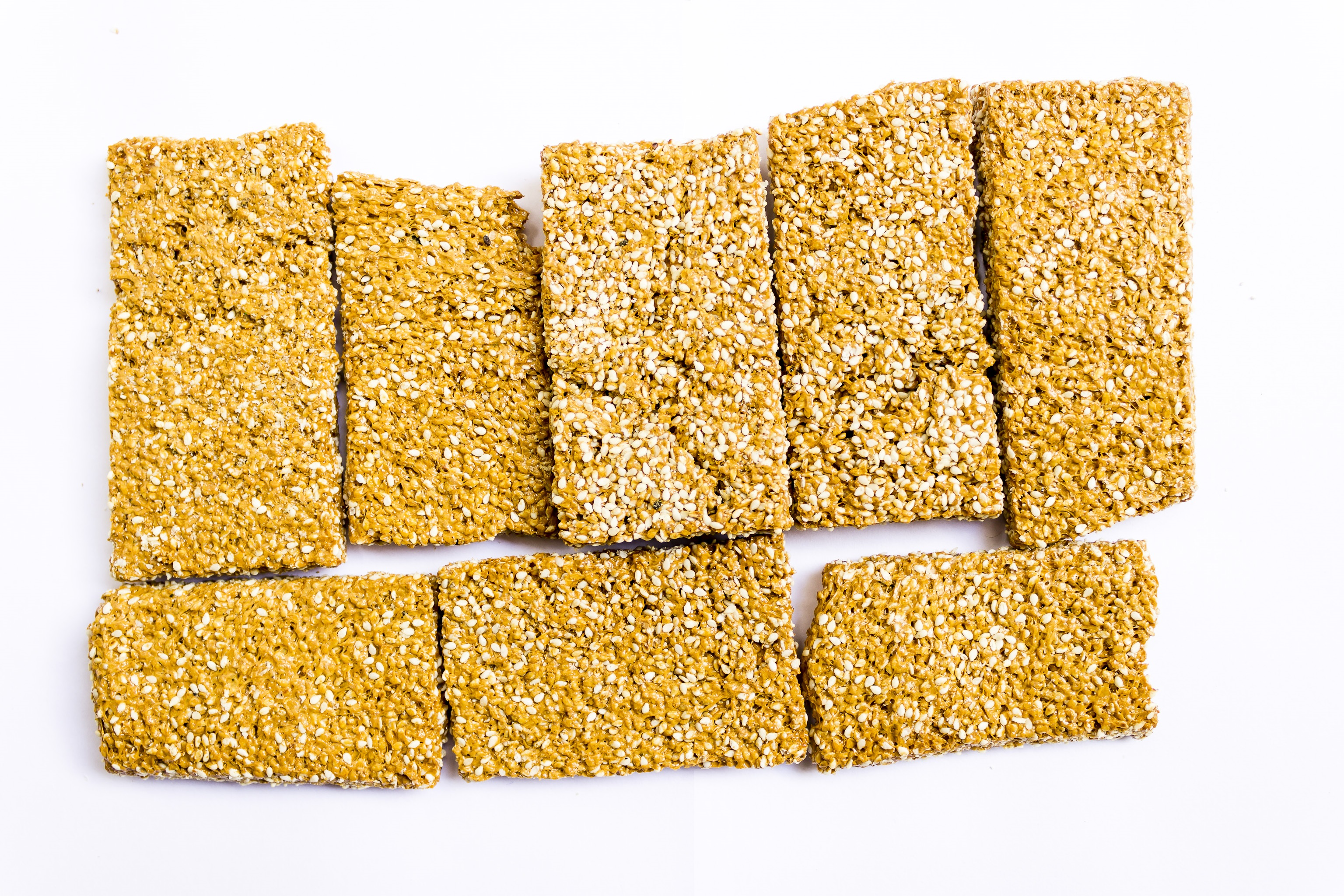
Тілкут готується з печива з пасти та насіння кунжуту

## Страва на основі листя
- Munga saag: Дерево манга (Moringa oleifera) - важливе дерево в Джаркханді. Його лист, квітка і фрукти використовуються як овочі. Його листя використовують як листовий овоч або сааг.
- Койнар Сааг: Лист дерева Койнар (Bauhinia variegata), що використовується як овоч.[12]
- Putkal ka saag [13] - соте листяний овоч

## Алкогольний напій
- Handia: Handia або Handi - це поширене рисове пиво в Джаркханді. люди п'ють його на фестивалях та шлюбах.
- Mahua daru: Це алкогольний напій у Джаркханді, який готували із використанням квітки дерева Mahaua (Madhuca longifolia).[14]

## Продовольча безпека
Двадцять чотири райони Джаркханда отримують додаткові запаси продовольчої безпеки відповідно до Національного закону про продовольчу безпеку Індії 2013 року. Раніше продовольчі запаси розподілялись по районах поетапно, що деякі критикували як проблематичні. У червні 2015 року Рам Вілас Пасван, міністр у справах споживачів, продовольства та громадського розподілу уряду Індії, заявив, що надає перевагу Закону про продовольчу безпеку, який повинен застосовуватися одразу, а не поетапно. Таким чином, Пасван заявив, що віддає перевагу розповсюдженню повністю до 1 вересня 2015 року.

## Подальше читання
- Gupta, Amit (16 жовтня 2007). Local flavour in global meet. The Telegraph. Архів оригіналу за 24 вересня 2015. Процитовано 20 липня 2015.